# IONIS Education Group
48°51′38″ пн. ш. 2°21′34″ сх. д. / 48.860599444444° пн. ш. 2.3594958333333° сх. д.
IONIS Education Group — одна з провідних приватних вищих навчальних груп у Франції. Група була створена в 1980 році і має більш ніж 35000 студентів і 100000 випускників на 2023 рік що працюють в бізнесі, IT, авіації, енергетиці, транспорті, біології, менеджменті, фінансах, маркетингу, комунікаціях та дизайні. 29 шкіл є членами групи.

## Користувачі

### IONIS Institute of Business
- Institut supérieur de gestion
- ISG Luxury Management
- ISG RH
- ISG Sport Business Management
- ISEG marketing and communication school
- ICS bégué
- ISEFAC
- MOD'SPE Paris
- XP, the international esport & gaming school

### IONIS Institute of Technology
- Concours Advance
- École pour l'informatique et les techniques avancées
- École spéciale de mécanique et électricité
- École pour l'informatique et les nouvelles technologies
- IA Institut
- Політехнічний інститут передової науки
- Sup'Biotech
- E-artsup
- Epitech Digital
- Epitech Executive
- IONIS School of Technology and Management
- Coding Academy
- SecureSphere by EPITA
- Supinfo
- Web@cademy

### IONIS Education Solutions
- École des technologies numériques appliquées
- Fondation IONIS
- IONIS 361
- IONISx
- PHG Academy